# Maléna (piosenkarka)
Maléna (orm. Մալենա), właśc. Arpine Martojan (orm. Արփինե Մարտոյան; ur. 10 stycznia 2007 w Erywaniu) – ormiańska piosenkarka i autorka tekstów.
Zwyciężczyni 19. Konkursu Piosenki Eurowizji Junior (2021).

## Życiorys
Jest córką ormiańskiej aktorki Anny Manuczarian, z którą w 2016 wystąpiła w kilku odcinkach serialu komediowego Kare Dard. Dorastała w rodzinie muzyków – jej dziadek jest klarnecistą, który gra w orkiestrze symfonicznej. Uczyła się w Szkole Muzycznej im. Sajat-Nowy w Erywaniu, gdzie nauczyła się grać na wiolonczeli. W 2022 w ramach stypendium kształciła się w Berklee College of Music.

## Kariera
Brała udział we wszelakich lokalnych konkursach muzycznych. W 2018, posługując się pseudonimem Arpi, zgłosiła się z utworem „Par” do programu Depi Mankakan Jewratesil, ormiańskich selekcji do 16. Konkursu Piosenki Eurowizji Junior, w którym zajęła ósme miejsce w półfinale, przez co nie zakwalifikowała się do finału.

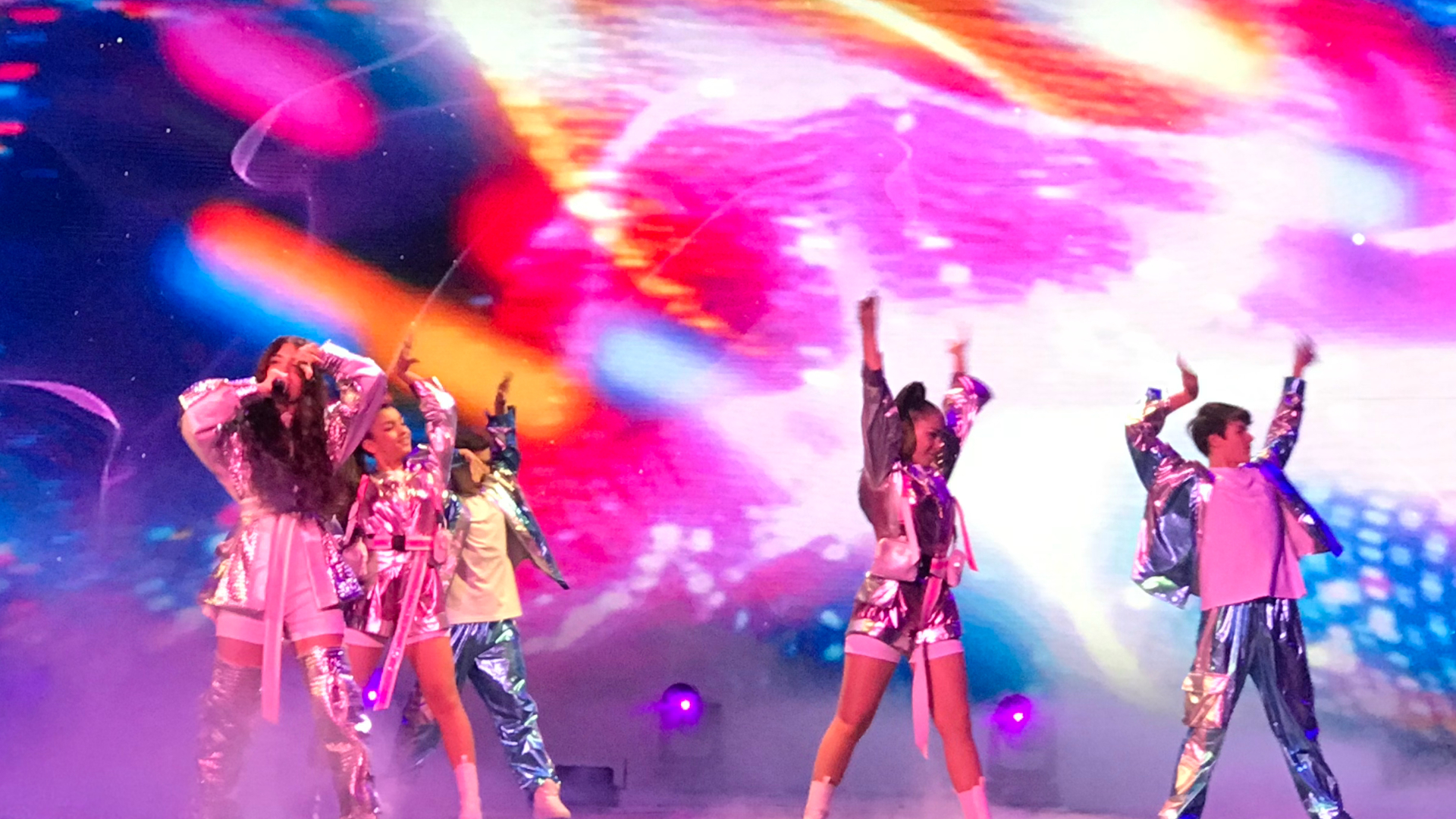
Maléna podczas występu w 19. Konkursie Piosenki Eurowizji dla Dzieci (2021)

Od początku 2020 współpracuje z wytwórnią płytową TKN z Erywania. 5 listopada 2020 ormiański nadawca Hajastani Hanrajin herrustajnkerut’jun (AMPTV) ujawnił, że Maléna Fox miała reprezentować Armenię w 18. Konkursie Piosenki Eurowizji Junior, zanim kraj wycofał się z konkursu, tłumacząc się stanem wojennym, który został wprowadzony w tym kraju w wyniku trwającego konfliktu w Górskim Karabachu, sytuacją epidemiologiczną w kraju i problemami finansowymi nadawcy. 28 listopada 2020 opublikowała utwór „Why”, z którym miała wziąć udział w konkursie. 17 listopada 2021 została ogłoszona reprezentantką Armenii w 19. Konkursie Piosenki Eurowizji Junior. Dwa dni później wydała swój konkursowy utwór – „Qami Qami”, z którym 19 grudnia zwyciężyła w finale konkursu, zdobywając łącznie 224 punkty, w tym 109 punktów od widzów (1. miejsce) i 115 punktów od jury (3. miejsce).
24 czerwca 2022 wystąpiła w duecie z Viki Gabor podczas Europejskiego Stadionu Kultury w Rzeszowie, śpiewając utwór piosenkarki Summer Walker „Girls Need Love”. 9 grudnia tego samego roku została ogłoszona krajową ambasadorką UNICEF, a 11 grudnia wystąpiła gościnnie podczas 20. Konkursu Piosenki Eurowizji Junior, gdzie wykonała singiel „Can’t Feel Anything”. W lutym 2023 jej cover utworu „Cheri, Cheri Lady” stał się viralem na TikToku w Indonezji czy Wietnamie, gdzie w ciągu dwóch tygodni do fragmentu utworu zostało nagranych ponad 30 tysięcy filmów, a sama piosenka dotarła na szczyt notowań iTunes i Top 50 Viral na Spotify oraz dotarła do Top 50 singli według Spotify, a w marcu 2023 zadebiutowała na 72. miejscu notowania Billboard Vietnam Hot 100. W maju 2023 przedstawiła punktację ormiańskiego jury w czasie finału 67. Konkursu Piosenki Eurowizji. 16 lutego 2025 wystąpiła jako gość specjalny w widowisku Depi Jewratesil 2025, wyłaniającym reprezentanta Armenii w 69. Konkursie Piosenki Eurowizji, wykonując piosenkę „Flashing Lights”. 

## Inspiracje muzyczne
Inspiruje się muzyką pop i R&B. Wśród swoich inspiracji muzycznych wymienia Jadena Smitha i Rosalíę.

## Dyskografia

### Single
| Rok | Tytuł                               | Najwyższe pozycje na listach | Najwyższe pozycje na listach | Album |
| Rok | Tytuł                               | LAT Air.                     | VIE                          | Album |
| --- | ----------------------------------- | ---------------------------- | ---------------------------- | ----- |
| 2018 | „Par” (Պար) (jako Arpi)             | –                            | X                            | –     |
| 2020 | „Why”                               | –                            | X                            | –     |
| 2021 | „My Life Is Going On”               | –                            | X                            | –     |
| 2021 | „Qami Qami”                         | –                            | X                            | –     |
| 2021 | „Czem haskanum” (z Kristiną Si)     | –                            | –                            | –     |
| 2022 | „Cheri Cheri Lady”                  | –                            | 26                           | –     |
| 2022 | „Can’t Feel Anything”               | –                            | –                            | –     |
| 2023 | „Flashing Lights”                   | 8                            | –                            | –     |
| 2024 | „Never Have I Ever” (oraz Monomuse) | –                            | X                            | –     |
| „–” oznacza, że singel nie był notowany na danej liście. „X” oznacza, że lista nie istniała w danym okresie. |                                     |                              |                              |       |

#### Teledyski
| Rok  | Tytuł                 | Reżyseria           | Źr.    |
| ---- | --------------------- | ------------------- | ------ |
| 2021 | „Qami Qami”           | Artur Manukian      | [ 39 ] |
| 2022 | „Can’t Feel Anything” | Tokionine, Maléna   | [ 40 ] |
| 2023 | „Flashing Lights”     | Nikołaj Hajrapetian | [ 41 ] |

## Nagrody i nominacje
| Rok  | Konkurs/Program                        | Kategoria                                    | Rezultat | Źr.    |
| ---- | -------------------------------------- | -------------------------------------------- | -------- | ------ |
| 2021 | Konkurs Piosenki Eurowizji Junior 2021 | Finał 19. Konkursu Piosenki Eurowizji Junior | Wygrana  | [ 42 ] |